# 仁显王后传
《仁显王后传》（韓語：인현왕후전），又称《仁显圣后德行录》，是一部以仁显王后生平为题材的朝鲜王朝后期宫廷文学作品，与 《癸丑日记》和《闲中录》一起被称为朝鲜宫廷文学三大散文代表作:1333-1334。

## 主要内容
仁显王后是兵曹判书闵维重之女，在仁敬王后早年去世后，嫁给朝鲜肃宗，后被封为王后。她是位被国民爱戴的贤能王后，但膝下无子女，不能延续龙脉。在她的建议下，肃宗册封侍婢张氏为嬉嫔，并与张禧嫔生下一个儿子（景宗）。张禧嫔生了儿子后进谗陷害仁显王后，直至肃宗将仁显王后流放。当时朝鲜朝廷分为“南人”和“西人”两派。南人派支持肃宗将张氏之子册封为世子，而西人派却强烈反对。肃宗对以宋時烈、金寿兴为首的西人派进行了血腥镇压，史称“己巳士祸”。1689年，肃宗册封张氏之子为世子，流放仁显王后，西人派也被彻底消除。随着时间的流失，肃宗开始怀念仁显王后。他在宫中散步之时发现一位内人崔氏在仁显王后生日烧香拜佛，祈祷王后平安。崔氏昔日曾受到仁显王后无微不至的关怀。肃宗后封崔氏为淑嫔。她为肃宗生下了英祖。张禧嫔想继续残害崔氏，但被肃宗发现，遭到惩处，仁显王后被复位。:1341-1342
《仁显王后传》以以上历史为基础创作，作者不详。作品采用的是朝鲜古典小说“一人一代记”的记述方式，既有纪实散文的特点也有，小说的虚构特点。《仁显王后传》由四个部分组成。第一部分描述了仁显王后的出身，进宫，贤能，以及张禧嫔的登场和景宗的出生。第二部分记述的是肃宗听信谗言，将仁显王后流放，消除西人派等内容。第三部分叙述的是肃宗的悔改，以及仁显王后的回宫和去世。第四部分主要描写的是张禧嫔因谋杀仁显王后的罪名被赐毒而死的可耻下场。:1342-1345

## 版本
原版已经失传，现今流传的是近代手抄版。
一共有4个版本：
- Pang Chong-hyon（1905-1952）收集的 일사 （收集者笔名）版《闵中殿德贤录》，仅简单记录了仁显王后和张禧嫔的故事
- An Chun-gun （1926-？？）收集的 나매（收集者笔名）版《闵中殿传》，加入了朴泰辅的掬刑
- Yi Pyong-gi (1891-1989) 收集和出版的 가람 版《仁显颂膜闵氏德贤录》，忽略了朴泰辅[a]的掬刑但是加入了些许景宗大王和英祖大王的事迹
- 现今收藏在首尔国家图书馆的《仁显王后颂德显贤录》版本

其中일사版相信是最古老的版本，著作時间大略是仁显王后逝世后。